# San Torcuato
San Torcuato és un municipi de la Rioja, a la regió de la Rioja Alta.